# Санта-Мария-де-лос-Анхелес
Санта-Мари́я-де-лос-А́нхелес (исп. Santa María de los Ángeles) — небольшой городок в Мексике, в штате Халиско, входит в состав одноименного муниципалитета и является его административным центром. Численность населения, по данным переписи 2020 года, составила 927 человек.

## Общие сведения
До прихода испанцев в этих местах проживали племена индейцев кашканов и сакатеков.
В 1564—1565 годах регион был покорён конкистадорами во главе с Педро Давалосом-и-Монтьелем.
28 апреля 1578 года испанцами была основана энкомьенда Санта-Мария-де-лос-Анхелес для укрощения аборигенов.
В 1895 году поселение получило статус вильи.
Санта-Мария-де-лос-Анхелес расположена на севере штата Халиско в 220 км от столицы штата, города Гвадалахара, на федеральной трассе 23.

## Население
| Год  | Численность | Численность |
| ---- | ----------- | ----------- |
| 2000 | 868         | [ 7 ]       |
| 2005 | 894         | [ 8 ]       |
| 2010 | 957         | [ 9 ]       |
| 2020 | 927         | [ 10 ]      |